# 江西省图书馆
江西省图书馆（简称江图）是江西省南昌市的一座公共图书馆。曾六迁馆址，三建馆舍。目前，新馆址位于南昌市赣江北大道666号。

## 历史
江西省图书馆筹建于1920年12月。时任江西省教育厅厅长许寿裳筹建江西省公立图书馆和江西省通俗图书馆。1922年11月，图书馆正式成立。馆舍位于三道桥湛家巷天主教堂，藏书仅8740册。1926年藏书增至18000册:377。

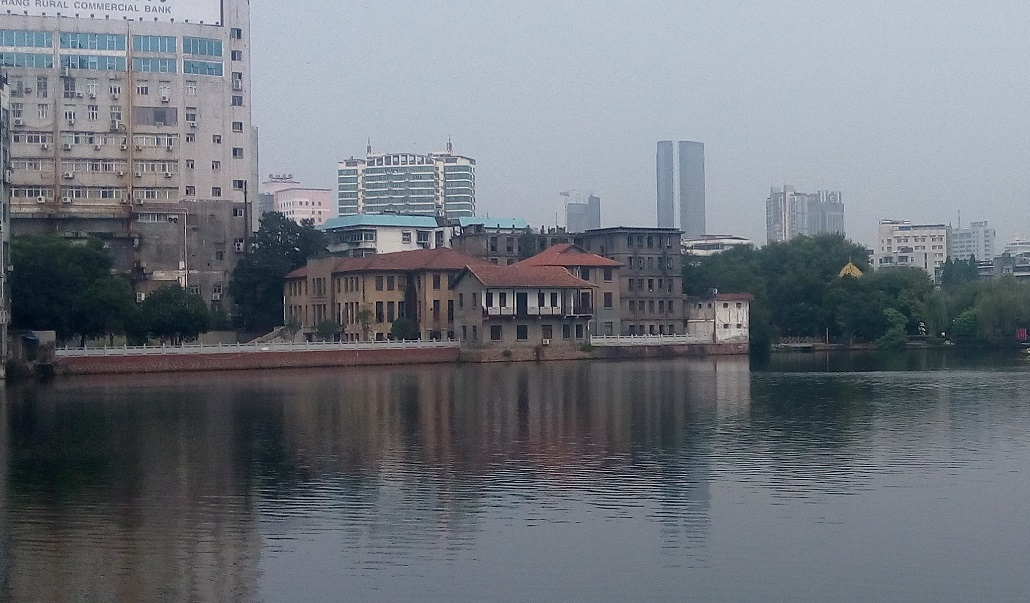
江西省立图书馆旧址

1926年11月，北伐军光复南昌。1927年初，江西省公立图书馆和江西省通俗图书馆合并，归入江西中正大学，改称江西中正大学图书馆。同年，中正大学撤销。1927年10月恢复，改称江西省立图书馆，欧阳祖经成为首任主任。1928年10月开始筹建百花洲新馆舍，1930年8月正式落成开放。1930年1月，这里一度成为蒋介石的临时行营，该馆只得迁往环湖路南勉强开放，直到1935年才迁回原址:377。
抗日战争期间，图书馆奉令南迁吉安，继而又迁泰和，在永新、遂川、安福设有分馆。1942年迁至万安。1943年迁回泰和，并改称江西省立南昌图书馆。1945年初，又迁往兴国，与兴国阅览所合并。1945年8月抗日战争胜利后，12月底迁回南昌。1946年6月开始修膳。1947年6月5日，百花洲馆舍重新对外开放，并改称江西省立中正图书馆。
1949年5月，受南昌市军事管制委员会接管，并改称江西人民图书馆。同年底，划归江西省文教厅领导，改称江西省立人民图书馆。1949年12月4日正式开馆。1955年初增设外文图书阅览室，并改称江西省图书馆。1956年春，改归南昌市文化局领导。1957年秋，改归江西省文化局领导:377。
文化大革命期间，馆藏图书、报刊遭到严重破坏。1969年初，江西省图书馆撤销，与南昌市图书馆合并，隶属于南昌市委宣传部。1971年6月，江西省革命委员会政治部将图书馆收回省办，江西省图书馆正式恢复:378。
1980年，中共江西省委、省政府决定在洪都北大道兴建新馆。1993年建成。1995年1月10日全面对外开放:378。
2001年，被文化部评为全国先进文化单位。2004年，获评国家二级图书馆。2009年，入选第二批全国古籍重点保护单位。
2015年，中共江西省委、省政府决定放弃在原址扩建省图书馆，选择在南昌市红谷滩新区核心位置新建省博物馆、省图书馆、省科技馆，共同组成江西省文化中心。
2018年6月，获评国家一级公共图书馆。2018年9月26日，正式成立江西省图书馆理事会。
2019年，江西省图书馆新馆试运行。新馆总投资达9.62亿人民币，总建筑面积96247.47平方米。有藏书360余万册，设计藏书量1000万册，阅览座位6000余个。

## 机构设置
江西省图书馆设有14个部门。
- 办公室
- 财务科
- 人事科
- 保卫科
- 采编部
- 特藏部
- 借阅部
- 报刊部
- 少儿部
- 信息咨询部
- 计算机技术部
- 研究辅导部
- 《图书馆研究》编辑部
- 读者服务中心

## 历任领导
| 任期                  | 姓名   |
| --------------------- | ------ |
| 1922年11月－1923年1月 | 王经畲 |
| 1923年1月－1925年3月  | 叶遇霖 |
| 1925年4月－1926年7月  | 杨立诚 |
| 1926年8月－1926年11月 | 邱壁   |

| 任期           | 姓名   |
| -------------- | ------ |
| 1950年－1952年 | 廖公望 |
| 1953年－1956年 | 陈凤九 |
| 1957年－1958年 | 吕道蕴 |
| 1958年－1962年 | 张成哉 |
| 1962年－1966年 | 戴芳洲 |
| 1973年－1981年 | 王汝泉 |
| 1981年－1984年 | 李明达 |
| 1984年－       | 郑锦辉 |
| －             |        |